# Dick Irvin
James Dickenson "Dick" Irvin, Sr., född 19 juli 1892 i Hamilton, Ontario, död 15 maj 1957 i Montreal, var en kanadensisk professionell ishockeyspelare och ishockeytränare.

## Karriär

### Spelare
Dick Irvin inledde sin ishockeykarriär med Winnipeg Monarchs i Manitoba Hockey League säsongen 1911–12. Han spelade för Monarchs samt för Winnipeg Strathconas fram till och med säsongen 1915–16. 1915 var Irvin med och vann Allan Cup med Winnipeg Monarchs och bidrog själv med 17 mål och 20 poäng på sex spelade matcher.
Säsongen 1916–17 flyttade Irvin från Kanada till Portland, Oregon, i västra USA för att spela med Portland Rosebuds i Pacific Coast Hockey Association. Irvin vann lagets interna poängliga med 35 mål och 45 poäng på 23 matcher men Rosebuds slutade först på tredje plats i ligan bakom segrande Seattle Metropolitans och tvåan Vancouver Millionaires.
Efter en säsong med Winnipeg Ypres i Manitoba Military Hockey League samt ett års frånvaro från ishockeyn som soldat under Första världskriget spelade Irvin för Regina Victorias i Saskatchewan Senior Hockey League från 1919 till 1921. Därefter representerade han Regina Capitals i Western Canada Hockey League åren 1921–1925. Regina Capitals flyttade till Portland och omformades till Portland Rosebuds säsongen 1925–26 och Irvin spelade en säsong för klubben i Western Canada League innan det bar av till Chicago och spel som lagkapten för det nya NHL-laget Chicago Black Hawks.
Första säsongen med Chicago Black Hawks, 1926–27, gjorde Irvin 18 mål och 18 framspelningar för sammanlagt 36 poäng på 43 matcher och slutade med det tvåa i poängligan, en poäng bakom New York Rangers högerforward Bill Cook. Säsongen 1927–28 spelade Irvin endast 12 matcher efter det att han ådragit sig en fraktur på skallbenet efter att ha kraschat in i sargen tillsammans med Montreal Maroons back Red Dutton.
Irvin kom tillbaka från skadan och spelade ytterligare en säsong med Black Hawks innan han lade av som aktiv spelare efter säsongen 1928–1929.

### Tränare
Under sin sista säsong som spelare för Chicago Black Hawks fungerade Irvin även som tränare för laget under 12 matcher och efter spelarkarriären antog han arbetet som huvudtränare för klubben säsongen 1930–31. Under Irvins enda hela säsong som tränare för Black Hawks slutade klubben på andra plats i American Division för att sedan förlora i Stanley Cup-finalen med 3-2 i matcher mot Montreal Canadiens.
Säsongen 1931–32 anförtroddes Irvin tränaruppdraget i Toronto Maple Leafs och debutsäsongen i laget skulle bli en succé då klubben gick hela vägen och vann Stanley Cup efter att ha besegrat New York Rangers i finalserien med 3-0 i matcher. Irvin lyckades dock inte upprepa Stanley Cup-triumfen med Maple Leafs trots sex finalbesök mellan 1933 och 1940.
Från säsongen 1940–41 till 1955–56 var Irvin tränare för Montreal Canadiens. Med Canadiens vann Irvin tre Stanley Cup 1944, 1946 och 1953, och laget var i final ytterligare fem gånger.
Ett år efter det att Irvin avslutat sin tränarkarriär, 1957, avled han efter en tids sjukdom. Året därefter, 1958, valdes han postumt in som ärad medlem i Hockey Hall of Fame.

## Statistik

### Spelare
MHL-Sr. = Manitoba Hockey League, WAHL = Winnipeg Amateur Hockey League, MMHL = Manitoba Military Hockey League, SSHL = Saskatchewan Senior Hockey League
| 1911–12           | Winnipeg Monarchs    | MHL-Sr.           | 5   | 16  | 0  | 16  | 0   | 1 | 5  | 0 | 5  | 0  |
| 1912–13           | Winnipeg Strathconas | MHL-Sr.           | 7   | 32  | 0  | 32  | 12  | 1 | 0  | 0 | 0  | 0  |
|                   | Winnipeg Monarchs    | MHL-Sr.           | 2   | 5   | 0  | 5   | –   | – | –  | – | –  | –  |
| 1913–14           | Winnipeg Strathconas | MHL-Sr.           | 3   | 11  | 0  | 11  | –   | – | –  | – | –  | –  |
|                   | Winnipeg Monarchs    | WAHL              | 7   | 23  | 1  | 24  | –   | – | –  | – | –  | –  |
| 1914–15           | Winnipeg Monarchs    | MHL-Sr.           | 6   | 23  | 3  | 26  | 30  | 2 | 10 | 0 | 10 | 2  |
|                   |                      | Allan Cup         | –   | –   | –  | –   | –   | 6 | 17 | 3 | 20 | 20 |
| 1915–16           | Winnipeg Monarchs    | MHL-Sr.           | 8   | 17  | 4  | 21  | 38  | 2 | 7  | 1 | 8  | 2  |
| 1916–17           | Portland Rosebuds    | PCHA              | 23  | 35  | 10 | 45  | 24  | – | –  | – | –  | –  |
| 1917–18           | Winnipeg Ypres       | MMHL              | 9   | 29  | 8  | 37  | 26  | – | –  | – | –  | –  |
| 1918–19           |                      |                   |     |     |    |     |     |   |    |   |    |    |
| 1919–20           | Regina Victorias     | SSHL              | 12  | 32  | 4  | 36  | 22  | 2 | 1  | 0 | 1  | 4  |
| 1920–21           | Regina Victorias     | SSHL              | 11  | 19  | 5  | 24  | 12  | 4 | 8  | 0 | 8  | 4  |
| 1921–22           | Regina Capitals      | WCHL              | 20  | 21  | 7  | 28  | 17  | 4 | 3  | 0 | 3  | 2  |
|                   |                      | West-P            | –   | –   | –  | –   | –   | 2 | 1  | 0 | 1  | 0  |
| 1922–23           | Regina Capitals      | WCHL              | 25  | 9   | 4  | 13  | 12  | 2 | 1  | 0 | 1  | 0  |
| 1923–24           | Regina Capitals      | WCHL              | 29  | 15  | 8  | 23  | 33  | 2 | 0  | 0 | 0  | 4  |
| 1924–25           | Regina Capitals      | WCHL              | 28  | 13  | 5  | 18  | 38  | – | –  | – | –  | –  |
| 1925–26           | Portland Rosebuds    | WHL               | 30  | 31  | 5  | 36  | 29  | – | –  | – | –  | –  |
| 1926–27           | Chicago Black Hawks  | NHL               | 43  | 18  | 18 | 36  | 34  | 2 | 2  | 0 | 2  | 4  |
| 1927–28           | Chicago Black Hawks  | NHL               | 12  | 5   | 4  | 9   | 14  | – | –  | – | –  | –  |
| 1928–29           | Chicago Black Hawks  | NHL               | 39  | 6   | 1  | 7   | 30  | – | –  | – | –  | –  |
| MHL-Sr. totalt    | MHL-Sr. totalt       | MHL-Sr. totalt    | 47  | 156 | 16 | 172 | 106 | 6 | 22 | 1 | 23 | 4  |
| SSHL totalt       | SSHL totalt          | SSHL totalt       | 23  | 51  | 9  | 60  | 34  | 6 | 9  | 0 | 9  | 8  |
| WCHL + WHL totalt | WCHL + WHL totalt    | WCHL + WHL totalt | 132 | 89  | 29 | 118 | 129 | 8 | 4  | 0 | 4  | 6  |
| NHL totalt        | NHL totalt           | NHL totalt        | 94  | 29  | 23 | 52  | 78  | 2 | 2  | 0 | 2  | 4  |

Statistik från hockey-reference.com och hhof.com

### Tränare
M = Matcher, V = Vinster, F = Förluster, O = Oavgjorda, P = Poäng
| Lag                 | Säsong  | Grundserie | Grundserie | Grundserie | Grundserie | Grundserie | Grundserie              | Slutspel                      |
| Lag                 | Säsong  | M          | V          | F          | O          | P          | Resultat                | Resultat                      |
| ------------------- | ------- | ---------- | ---------- | ---------- | ---------- | ---------- | ----------------------- | ----------------------------- |
| Chicago Black Hawks | 1928–29 | 12         | 2          | 6          | 4          | 8          | 5:a i American Division | –                             |
| Chicago Black Hawks | 1930–31 | 44         | 24         | 17         | 3          | 51         | 2:a i American Division | Förlorade i Stanley Cup-final |
| Toronto Maple Leafs | 1931–32 | 43         | 23         | 15         | 5          | 51         | 2:a i Canadian Division | Vann Stanley Cup              |
| Toronto Maple Leafs | 1932–33 | 48         | 24         | 18         | 6          | 54         | 1:a i Canadian Division | Förlorade i Stanley Cup-final |
| Toronto Maple Leafs | 1933–34 | 48         | 26         | 13         | 9          | 61         | 1:a i Canadian Division | Förlorade i andra rundan      |
| Toronto Maple Leafs | 1934–35 | 48         | 30         | 14         | 4          | 64         | 1:a i Canadian Division | Förlorade i Stanley Cup-final |
| Toronto Maple Leafs | 1935–36 | 48         | 23         | 19         | 6          | 52         | 2:a i Canadian Division | Förlorade i Stanley Cup-final |
| Toronto Maple Leafs | 1936–37 | 48         | 22         | 21         | 5          | 49         | 3:a i Canadian Division | Förlorade i första rundan     |
| Toronto Maple Leafs | 1937–38 | 48         | 24         | 15         | 9          | 57         | 1:a i Canadian Division | Förlorade i Stanley Cup-final |
| Toronto Maple Leafs | 1938–39 | 48         | 19         | 20         | 9          | 47         | 3:a i NHL               | Förlorade i Stanley Cup-final |
| Toronto Maple Leafs | 1939–40 | 48         | 25         | 17         | 6          | 56         | 3:a i NHL               | Förlorade i Stanley Cup-final |
| Montreal Canadiens  | 1940–41 | 48         | 16         | 26         | 6          | 38         | 6:a i NHL               | Förlorade i första rundan     |
| Montreal Canadiens  | 1941–42 | 48         | 18         | 27         | 3          | 39         | 6:a i NHL               | Förlorade i första rundan     |
| Montreal Canadiens  | 1942–43 | 50         | 19         | 19         | 12         | 50         | 4:a i NHL               | Förlorade i första rundan     |
| Montreal Canadiens  | 1943–44 | 50         | 38         | 5          | 7          | 83         | 1:a i NHL               | Vann Stanley Cup              |
| Montreal Canadiens  | 1944–45 | 50         | 38         | 8          | 4          | 80         | 1:a i NHL               | Förlorade i första rundan     |
| Montreal Canadiens  | 1945–46 | 50         | 28         | 17         | 5          | 61         | 1:a i NHL               | Vann Stanley Cup              |
| Montreal Canadiens  | 1946–47 | 60         | 34         | 16         | 10         | 78         | 1:a i NHL               | Förlorade i Stanley Cup-final |
| Montreal Canadiens  | 1947–48 | 60         | 20         | 29         | 11         | 51         | 5:a i NHL               | –                             |
| Montreal Canadiens  | 1948–49 | 60         | 28         | 23         | 9          | 65         | 3:a i NHL               | Förlorade i första rundan     |
| Montreal Canadiens  | 1949–50 | 70         | 29         | 22         | 19         | 77         | 2:a i NHL               | Förlorade i första rundan     |
| Montreal Canadiens  | 1950–51 | 70         | 25         | 30         | 15         | 65         | 3:a i NHL               | Förlorade i Stanley Cup-final |
| Montreal Canadiens  | 1951–52 | 70         | 34         | 26         | 10         | 78         | 2:a i NHL               | Förlorade i Stanley Cup-final |
| Montreal Canadiens  | 1952–53 | 70         | 28         | 23         | 19         | 75         | 2:a i NHL               | Vann Stanley Cup              |
| Montreal Canadiens  | 1953–54 | 70         | 35         | 24         | 11         | 81         | 2:a i NHL               | Förlorade i Stanley Cup-final |
| Montreal Canadiens  | 1954–55 | 70         | 41         | 18         | 11         | 93         | 2:a i NHL               | Förlorade i Stanley Cup-final |
| Chicago Black Hawks | 1955–56 | 70         | 19         | 39         | 12         | 50         | 6:a i NHL               | –                             |
| Total               | Total   | 1449       | 692        | 527        | 230        | 1614       |                         |                               |

## Meriter
- Allan Cup – 1915[8]
- Stanley Cup – 1931–32 som tränare för Toronto Maple Leafs. 1943–44, 1945–46 och 1952–53 som tränare för Montreal Canadiens.
- NHL First All-Star Team – Som tränare 1943–44, 1944–45 och 1945–46
- NHL Second All-Star Team – Som tränare 1930–31, 1931–32, 1932–33, 1933–34, 1934–35 och 1940–41
- Invald i Hockey Hall of Fame – 1958
- Invald i Manitoba Sports Hall of Fame and Museum – 1983